# 横铺乡
横铺乡，中华人民共和国湖南省岳阳市临湘市下属的一个镇，位于临湘市西南部。

## 建制沿革
- 1956年，设横铺乡；
- 1958年，属超美公社；
- 1961年，析置横铺公社；
- 1984年，改置横铺乡。

## 行政区划
横铺乡下辖13个行政村：
- 苎麻村、月山村、坪头村、白石村、旧李村、凤凰村、治水村、梓山村、谢塘村、横铺村、爱国村、东方村、潘费村